# Monochamus guttulatus
Monochamus guttulatus är en skalbaggsart som beskrevs av J. Linsley Gressitt 1951. Monochamus guttulatus ingår i släktet Monochamus och familjen långhorningar. Inga underarter finns listade i Catalogue of Life.